# فلوریان کاینز
فلوریان کاینز (انگلیسی: Florian Kainz؛ زادهٔ ۲۴ اکتبر ۱۹۹۲) بازیکن فوتبال اهل اتریش است.
از باشگاه‌هایی که در آن بازی کرده‌است می‌توان به باشگاه فوتبال راپید وین و باشگاه فوتبال اشتورم گراتس اشاره کرد.
وی همچنین در تیم‌های ملی فوتبال زیر ۲۱ سال اتریش و اتریش بازی کرده‌است.